# Чулимці

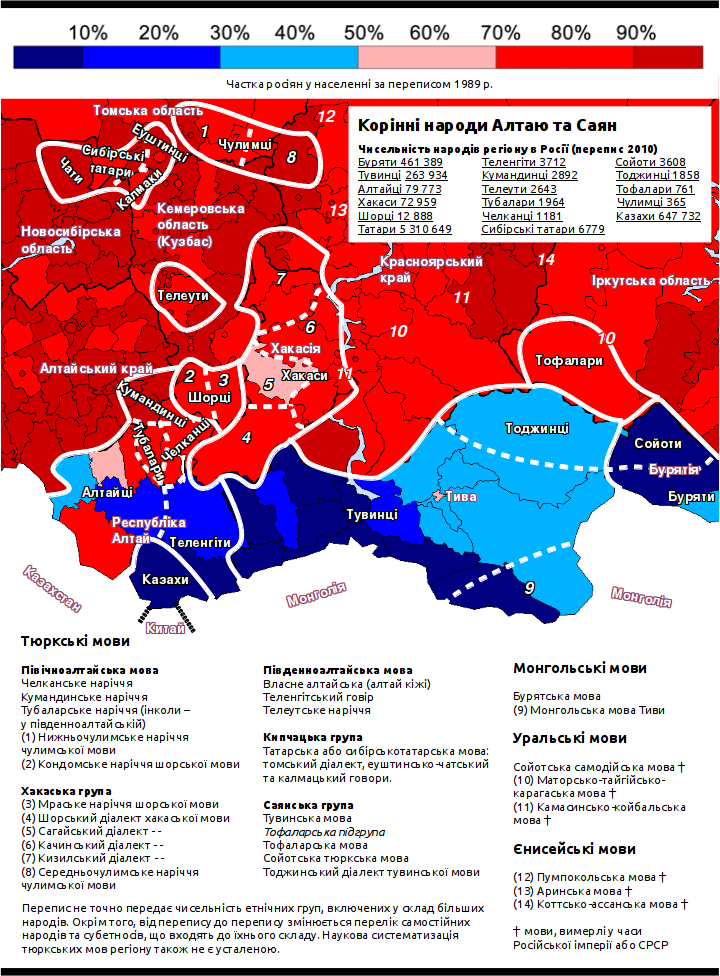
Розселення чулимців

Чули́мці (рос. Чулымцы),томські карагаси, чулимські люди, чулимські татари, чулимські тюрки, чулимські хакаси — тюрки, що мешкають в Томської області і Красноярському краї Росії.
Назва походить від річки Чулим (притока Обі), в середній і нижній течії якої проживають. Говорять на чулимській мові. Були хрещені в православ'ї, зберігаються деякі традиції шаманізму. Основне заняття — землеробство і розведення великої рогатої худоби.
Чулимці склалися в XVII—XVIII століттях, як результат змішання тюркських груп, що перемістилися на схід після падіння Сибірського ханства, частково телеутів і єнісейських киргизів з дрібними групами селькупів і кетів. Згодом у великій мірі асимілювалися хакасами і росіянами.
Велика частина чулимців живе зараз в Тегульдетському районі Томської області і в Тюхтетському районі Красноярського краю (сіла Пасічне і Чиндат).

## Мова
Чулимська мова належить до уйгурської групи тюркської гілки алтайської мовної сім'ї. У Тегульдетському районі корінне населення говорило на середньочулимському діалекті, в якому виділялися дві говірки, — тутальська і мелетська.
Чулимська мова не має писемності, в школах ніколи не викладалась, але з 2007 року ведеться розробка абетки й писемності для мелетської говірки середньочулимського діалекту.